# 病毒培養
病毒培養（Viral Culture）将病毒样本置于它能感染的不同细胞系，以测试其感染能力的实验室技术。如果細胞出現變化，即出現「致細胞病變作用」（cytopathic effect），則可以說培養結果是陽性的。
傳統的病毒培養選用易於感染的生命體或合適的活細胞，分為動物接種、雞胚培養、組織培養。
- 動物接種：可选用的动物有小鼠、仓鼠、豚鼠、大鼠、土拨鼠、鼹鼠、家兔、恒河猴、猕猴、狨猴、雪貂、树鼩、鸡、犬、猪、牛。接种途径有口服、鼻内、皮内、皮下、脑内、腹腔、静脉。目前较少用此法培养病毒，仅于研究病毒致病性、初次分离确定病原、疫苗与新药评估时使用。
- 雞胚培養：不同病毒会在鸡胚不同部位增殖，可用的构造有绒毛尿囊膜、羊膜腔、尿囊腔、卵黄囊、鸡胚头部。接种病毒后，须将蛋壳开口封闭且放回孵卵箱培养。
- 組織培養：也称细胞培养，是将离体活组织块或打散的组织细胞放入培养瓶及培养箱中，接种病毒后培养进而分离鑑定。可用的组织有人羊膜细胞、人胚肺成纤维细胞、人肿瘤细胞（子宫颈癌细胞、鼻咽上皮癌细胞、喉上皮癌细胞）、非洲绿猴肾细胞、中国仓鼠卵巢细胞。

傳統的病毒培養方法已經很大程度上被較新的殼小瓶培養法（shell vial culture，SV法）取代。殼小瓶培養法中，需要將樣品放置於載玻片上，再對樣品進行離心，使得細胞變爲單層。隨後，可以通過抗原檢測（比如免疫螢光）的方法檢測病毒的生長情況。殼小瓶培養法大大減少了檢測巨細胞病毒等生長較慢的病毒所需的時間，這也正是此方法出現的直接原因。另外，殼小瓶培養法中的離心步驟增加了此方法的靈敏度，因爲在離心後病毒顆粒與細胞的距離很近，容易感染細胞。目前，對人或猴子的細胞進行實驗會用傳統的病毒培養方法，也會用較新的殼小瓶培養法。
可以通過病毒培養鑑定的人類病毒包括腺病毒、巨细胞病毒、肠道病毒、单纯疱疹病毒、流感病毒、副流感病毒、鼻病毒、呼吸道合胞体病毒、水痘带状疱疹病毒、麻疹病毒和腮腺炎病毒。除了巨细胞病毒和鼻病毒需要使用致細胞病變作用檢測外，其餘病毒都可以通過最後一步的免疫螢光檢測。

## 外部連結
- . LabCorp.   [2009-09-09]. （原始内容存档于2011-07-13）.
- . London Laboratory Services Group.   [2009-09-09]. （原始内容存档于2009-10-09）.